# Phúc Thịnh, Ngọc Lặc
Phúc Thịnh là một xã cũ thuộc huyện Ngọc Lặc, tỉnh Thanh Hóa, Việt Nam.
Xã có diện tích 14,22 km², dân số năm 1999 là 3433 người, mật độ dân số đạt 241 người/km².
Từ ngày 1 tháng 7 năm 2025, theo Nghị quyết số 1686/NQ-UBTVQH15, giải thể huyện Ngọc Lặc và thành lập xã Kiên Thọ trên cơ sở sáp nhập toàn bộ diện tích tự nhiên và dân số của 3 xã là Phúc Thịnh, Phùng Minh và Kiên Thọ.